# 史蒂夫·格林
史蒂文·迈克尔·格林（英語：Steven Michael Green，1953年10月4日—），美国NBA联盟前职业篮球运动员。他在1975年的NBA选秀中第2轮第30顺位被芝加哥公牛选中。